# 써니 (토리코)
써니(サニー)는 일본의 애니메이션 만화 토리코의 등장인물이다.

## 프로필
성우(일본): 이와타 미츠오
성우(한국): 김장 / 어린시절 김선혜
능력: 미세 머리칼, 촉각 발달
토리코의 친구이자 나이는 28세.사천왕 중 한명으로 자신의 모발을 조작하여 전투를 하는 능력을 가진. 인물이다. 일반 사람들보다 아주 얇은 머리카락에는 각 색깔마다 감각이 구분된다고 한다. 따뜻함(핑크), 차가움(파란), 압력(녹색), 통각(흰색), 미각(네 가지 색 전부)등을 알 수 있으며 그것으로 자신을 방어하거나 상대를 공격하거나 무거운 물건을 들어 올리는 등 다양한 방면으로 사용한다. 또한 아름다움에 지나칠 정도로 집착이 매우 심하며, 아름답지 않은 것은 매우 천하게 보는 경향이 짙으며 자기 자신도 끊임없이 아름다워 지도록 노력하고 있다.만화에서는 보석살을 구하러 갈때 처음 등장했다.
미식회의 횡포에 분노하는 정의로운 마음도 가지고 있어 훗날 이 심적 요소가 발현되어 자신의 궁극의 기술인 사탄헤어를 발동시켜 토미로드를 쓰러트렸다.
사냥기술
- 헤어록: 촉각으로 상대방을 붙잡는다
- 후라이펜 뒤집기: 촉각으로 공격을 똑같이 튕겨낸다.
- 헤어 네트: 촉수들을 교차시켜서 그물을 만드는 기술
- 헤어 펀치: 자신의 촉수들을 모두 사용하여 만든 화신이 펀치를 날리는 기술
- 헤어 오퍼레이션: 촉수들을 이용하여 막간의 응급조치를 취하는 기술
- 헤어 리드: 상대방 공격을 촉각으로 다른 쪽으로 이끄는 기술
- 슈퍼 프라이펜 뒤집기: 촉각으로 공격을 배로 튕겨낸다.
- 헤어 리프트: 촉각을 이용하여 만든 뗏목
- 헤어 마리오 네트: 촉각으로 상대방을 잡거나 조종할 수 있는 기술
- 슈퍼 헤어 샷: 자신의 헤어 펀치를 슈퍼 프라이팬 뒤집기의 능력으로 배로 만든 다음 상대를 공격하는 기술. 헌팅레벨132인 킹 옥토퍼스 콩(사괴수)가 한방에 넉다운되었다.
- 사탄헤어(satan hair) :써니가 보여준 사상 최강의 기술.너무나도 넘쳐나는 식욕과 강대한 힘을 가지고 있어서 단 1가닥만으로도 지구의 모든 생물들을 말라 죽일 수 있다고 한다.결국 토미로드는 이 기술에 당해서 죽게 된다.
- 리모트헤어:머리카락을 추적기 형태로 만들어 목표에 부착한다.

풀코스
- 에피타이저(전채): 깨끗한 피부캐비어 / 포획 레벨 30
- 스프: 카리스 로브스터국물 / 포획 레벨 19
- 샐러드: 동안 숙주나물 / 포획 레벨 15
- 생선요리: 미백다랑어 / 포획 레벨 25
- 고기요리: 완미우(完美牛) / 포획 레벨 21
- 메인요리: 보석살 / 포획 레벨 48
- 디저트: 어스/포획레벨 불명
- 비브라지(음료): 모이스춰 드래곤의 비늘주 / 포획 레벨 35

파트너
- 마더스네이크인 '퀸'. 굉장히 긴 몸을 가졌다. 너무나도 길기 때문에 지구를 감싸고도 남는다는 엄청난 그루메계 생물이다. 스피드 또한 빠르다.

가족관계
- 여동생: 린